# Екарма (проток)
Вижте пояснителната страница за други значения на Екарма.
Екарма е проток в Тихи океан, отделящ островите Екарма и Шиашкотан. Свързва Охотско море и протока Севергин.
Дължината му е около 25 km, минималната ширина е 8 km, а максималната дълбочина надвишава 900 m. Брегът е стръмен и планински.
В протока се вливат множество ручейчта. По източното му крайбрежие има много подводни и надводни скали. В близост до брега на Шиашкотан се намират островчето Дробние и скалата Башмак. След носовете Чупров и Лютим протокът преминава в проток Севергин.
Средното ниво на прилива по бреговете на протока е 1 m. Носи името на близкия остров Екарма. Бреговете му не са населени, намира се в акваторията на Сахалинска област.